# Alfred M. Bergere House
L'Alfred M. Bergere House est une maison américaine située à Santa Fe, au Nouveau-Mexique. Construite au début des années 1870, elle emploie le style Pueblo Revival depuis une modification de 1926. Elle est inscrite au Registre national des lieux historiques depuis le 1er octobre 1975.